# Toribash
Toribash è un videogioco di tipo picchiaduro a turni di arti marziali, basato sulla fisica Ragdoll e creato dallo sviluppatore svedese Hampus Söderström. Questo software è arrivato finalista per il premio "Best Game Idea" del Swedish Game Awards nel 2006. Il gioco è stato commercializzato in versione stabile il 2 marzo 2006 come freeware per Microsoft Windows (v3.91), macOS (v3.91) Mac -PowerPC (v3.86) e Linux (v3.5). Nel luglio 2010 è stata pubblicata una versione del videogioco nel canale WiiWare.
Il gioco consiste in combattimenti tra alter ego che hanno il compito di "distruggere" il proprio avversario con mosse che non sono preimpostate, ma che sarà il giocatore stesso a creare grazie alla possibilità di muovere ogni parte del proprio corpo.

## I pagamenti
Grazie a dei pagamenti, il giocatore può avere l'opportunità di ottenere i Toricredits che servono ad acquistare dei determinati items per "imbellire" il proprio alter ego. Però, i ToriCredits, sono ottenibili anche grazie alla vincita di partite nel comparto multiplayer, quindi completamente gratis. Questa mossa ha difatti trasformato Toribash in uno dei Free To Play più famosi.

## Modalità di gioco
Il gioco ha delle determinate opzioni che sarebbero Relax, Hold, Extend e Contract, ma alcune parti del corpo hanno movimenti differenti: le spalle hanno raise e lower, la cassa toracica ha left rotation e right rotation, i muscoli lombari hanno right bending e left bending. Ovviamente queste parti del corpo hanno anche hold e relax. 
Queste opzioni, servono a muovere il proprio Tori (il proprio alter ego), e permettono di fare ciò che si vuole: tirare calci, pugni e soprattutto, prendere lo sfidante con le mani e lasciarlo con le rispettive opzioni "Grab" e "Release".
Toribash ha anche la possibilità di collegarsi ad altri server (multiplayer), per giocare Online, al posto del "Free Play",il "gioco iniziale", dove gli sfidanti sono Il Tori, (il proprio personaggio) e Uke (lo sfidante, generalmente fermo, serve a testare nuove mosse, ma con l'opzione Fight School si può scegliere se farlo combattere o no).
Questo gioco ha anche la possibilità sia di staccare le parti desiderate sia di slogare le articolazioni se prese bene, facendo così salire il punteggio, (che si trova in alto a destra, mentre in alto a sinistra, si trova il punteggio di Uke. Nota Bene: In Multiplayer la posizione del tabellone del punteggio può cambiare, dipende da che lato del campo da combattimento sei) che ti permette di sapere chi sta vincendo.
Nel gioco, ci sono anche moltissime Mod, (quasi 370) ovvero modifiche che possono aggiungere oggetti allo scenario, cambiare le regole della partita o modificare i modelli dei due sfidanti.
Il gioco è disposto in modo che, ad ogni gioco partecipato, ti fa aumentare di grado (dalla White Belt alla Black Belt, dal Primo Dan alla "Élite Belt", la Cintura Massima) e ti fa guadagnare i cosiddetti QI e partecipando ai tornei si guadagnano i Toricredits che servirebbero a comperare nuovi Items.
Una delle opzioni personalizzabili del gioco è la Disqualification, ovvero, appena tocchi a terra il gomito, ginocchio, legamenti o la testa, perdi la partita.

## Hampus Söderström
Hampus Söderström è colui che ha creato questo gioco. Nel gioco si chiama Hampa e ha il compito di moderare l'area di gioco insieme al suo Team di Modders, Amministratori di gioco e moderatori.

## Forum
Per il gioco Toribash, è disponibile anche il Forum ufficiale che parla del gioco, segnalazioni, inserimento di File, Mods, Replay e molto altro.

## Accoglienza
Toribash è stato recensito e valutato da PC Gamer, PC Gamer UK e PC Format, i quali hanno assegnato i rispettivi punteggi di 87/100, 68/100 e 90/100.